# Segunda División 1987-1988 (Spagna)
L'edizione 1987-88 della Segunda División fu il cinquantasettesimo campionato di calcio spagnolo di seconda divisione. Il campionato vide la partecipazione di 20 squadre raggruppate in un unico gruppo. Le prime due della classifica furono promosse in Primera División mentre le ultime quattro furono retrocesse in Segunda División B. Erano previsti i play-off per la terza e la quarta in classifica.

## Classifica finale
|  |     | Classifica 1987-88  | Pt | G  | V  | N  | P  | GF | GS | DR  |
|  | --- | ------------------- | -- | -- | -- | -- | -- | -- | -- | --- |
|  | 1.  | Malaga              | 54 | 38 | 22 | 10 | 6  | 74 | 39 | +35 |
|  | 2.  | Elche               | 50 | 38 | 21 | 8  | 9  | 62 | 34 | +28 |
|  | 3.  | Castilla            | 48 | 38 | 18 | 12 | 8  | 58 | 42 | +16 |
|  | 4.  | Real Oviedo         | 45 | 38 | 19 | 7  | 12 | 58 | 37 | +21 |
|  | 5.  | Rayo Vallecano      | 45 | 38 | 18 | 9  | 11 | 58 | 47 | +11 |
|  | 6.  | UE Lleida           | 42 | 38 | 15 | 12 | 11 | 53 | 37 | +16 |
|  | 7.  | Figueres            | 42 | 38 | 14 | 14 | 10 | 44 | 36 | +8  |
|  | 8.  | Barcellona Atlètic  | 41 | 38 | 14 | 13 | 11 | 52 | 47 | +5  |
|  | 9.  | Xerez               | 41 | 38 | 17 | 7  | 14 | 49 | 37 | +12 |
|  | 10. | Sestao Sport        | 37 | 38 | 15 | 7  | 16 | 42 | 45 | -3  |
|  | 11. | Castellón           | 37 | 38 | 12 | 13 | 13 | 34 | 45 | -11 |
|  | 12. | Tenerife            | 36 | 38 | 13 | 10 | 15 | 48 | 57 | -9  |
|  | 13. | Real Burgos         | 34 | 38 | 11 | 12 | 15 | 34 | 50 | -16 |
|  | 14. | Racing Santander    | 33 | 38 | 11 | 11 | 16 | 35 | 47 | -12 |
|  | 15. | Recreativo Huelva   | 33 | 38 | 12 | 9  | 17 | 55 | 71 | -16 |
|  | 16. | Deportivo La Coruña | 31 | 38 | 8  | 15 | 15 | 35 | 47 | -12 |
|  | 17. | Bilbao Athletic     | 31 | 38 | 11 | 9  | 18 | 44 | 53 | -9  |
|  | 18. | Hércules            | 29 | 38 | 10 | 9  | 19 | 46 | 56 | -10 |
|  | 19. | Granada             | 27 | 38 | 8  | 11 | 19 | 36 | 46 | -10 |
|  | 20. | Cartagena FC        | 24 | 38 | 8  | 8  | 22 | 35 | 79 | -44 |

### Playoff
|             | Andata | Ritorno |                |
| ----------- | ------ | ------- | -------------- |
| Real Murcia | 3-0    | 1-1     | Rayo Vallecano |
| Real Oviedo | 2-1    | 0-0     | Maiorca        |

## Verdetti
- Malaga,  Elche e  Real Oviedo promosse in Primera División 1988-1989.
- Bilbao Athletic,  Hércules,  Granada e  Cartagena FC retrocesse in Segunda División B 1988-1989.